# افغانستان در ۱۹۱۹
رویدادهایی که در سال ۱۹۱۹ میلادی در افغانستان رخ داده‌اند در ادامه بیان می‌شوند.

## متصدیان
- پادشاه – حبیب‌الله خان (تا ۲۰ فوریه)، نصرالله خان (۲۱ فوریه تا ۲۸ فوریه)، امان‌الله خان (از ۲۸ فوریه به بعد)

## ۲۰ فوریه ۱۹۱۹
امیر حبیب‌الله خان که همیشه یک دوست وفادار به بریتانیا بوده، هنگام شکار در دره لغمان به قتل می‌رسد. پس از این رویداد رقابت برای تخت پادشاهی شروع می‌شود. اعلامیه‌ای از جلال‌آباد صادر می‌شود که نصرالله خان خود را سلطان خوانده‌است، اما در کابل قدرت از جانب امان‌الله خان که سومین پسر امیر فقید است تصاحب شده‌است. مادر امان‌الله زن پرقدرت حبیب‌الله بود؛ اما با این حال پسر بزرگ امیر فقید که عنایت الله است ظاهراً از ادعای نصرالله حمایت نموده. اما امان‌الله به‌زودی نشان می‌دهد که کنترل اوضاع را در دست دارد و رقیبِ مدعی را کنار می‌کشد. برای این‌که چرا ناراحتی نصرالله (برادر شاه فقید) از ترور حبیب‌الله بی‌جا نیست، چیزهای فراتر از تنها یک گمان وجود دارد. امیر جدید پادشاهی خود را با اعلام این‌که وی آن‌های را که در ترور پدرش دست داشتند مجازات خواهد کرد، این‌که وی اصلاحاتی را در کشور به‌میان خواهد آورد، از جمله لغو برده‌داری مجازی که به‌شکل فجیع در کشور وجود دارد و این‌که وی سنت دوستی با هندوستان را حفظ خواهد کرد. به تاریخ ۱۳ آوریل درباری در کابل برگزار می‌شود و در آن ترور امیر فقید مورد تحقیق قرار می‌گیرد. یک سرهنگ به قتل امیر فقید محکوم گردیده و اعدام می‌شود. برادر امیر جدید، یعنی نصرالله نیز در قتل شریک دانسته شده و محکوم به حبس ابد می‌گردد.

## اوایل می ۱۹۱۹
امان‌الله آنچه را آغاز می‌کند که بعداً مشهور به جنگ سوم افغان و انگلیس می‌شود. یک ارتش بزرگ افغان به مرز هندوستان می‌ریزد و شروع به چپاول گسترده در ولایات شمال غربی می‌کنند. پس از چند روز و قبل از این‌که ارتش افغان شکست جدی را متقبل شوند، امیر با حکومت هندوستان وارد مذاکرات موقتی می‌شود. جنگ ادامه می‌یابد و نیروهای بریتانیایی در سرحد توسط جنرال سر آرتور بریت رهبری می‌گردد. هواپیماهای متعلق به نیروهای هندو-انگلیسی جلال‌آباد و کابل را بمباران می‌کنند. بعد از تاخیرهای فراوان در نهایت یک کنفرانس صلح به تاریخ ۲۶ ژوئیه در راولپندی آغاز می‌شود، که در آن سر همیلتون گرانت از دولت هندوستان و سردار علی احمد خان از امیر نمایندگی می‌گردد. یک معاهده مقدماتی صلح (پیمان راولپندی) به تاریخ ۸ اوت به امضاء رسد. بر اساس مواد این توافق‌نامه، کمک‌های باقی‌مانده که به امیر فقید تعهد شده بود ضبط می‌گردد. درحال حاضر هیچ کمکی به امیر جدید صورت نمی‌گیرد. امتیازی که به افغانستان برای وارد نمودن تسلیحات و مهمات از هندوستان داده شده بود نیز ابطال می‌شود. سرحدی که در منطقه خیبر تعیین شده‌است باید حتماً از جانب دولت هندوستان نشانه‌گذاری شده و افغان‌ها باید این نشانه‌گذاری را بپذیرند. با این حال دولت هندوستان رضایت خود مبنی بر قبولی یک دفتر سیاسی جدید افغانستان را شش ماه بعد اظهار می‌نماید. افزون بر این موارد، یک مورد دیگر نیز در تفاهم‌نامه گنجانده شده‌است که بعداً اعلام می‌شود و انتقادهای شدیدی را در انگلستان برمی‌انگیزد. در گذشته تفاهم‌نامهٔ میان بریتانیا و افغانستان وجود داشت که بر مبنای آن افغانستان باید با هیچ کشور خارجی دیگر به‌جز از بریتانیا رابطه نمی‌داشت. طبق پیمان جدید این شرط برداشته شده‌است و در نتیجه حکومت امیر آزادی کامل را به‌دست می‌آورد تا با هر کشوری خارجی وارد رابطه شود. بسیاری‌ها این مواد تفاهم‌نامه را به عنوان یک مورد مصیبت‌بار می‌پندارند و امیر در جریان این سال یک هیئت سیاسی به مسکو می‌فرستد.

## ۱۳ آوریل ۱۹۱۹
امیر امان‌الله خان استقلال افغانستان را از بریتانیا اعلام می‌کند.